# Amir Bagheri
Amir Bagheri, né le 19 octobre 1978, est un joueur d'échecs iranien. 
Il reçoit le titre de Grand maître international en 2003 et fut le deuxième joueur iranien de sa fédération à recevoir ce titre. De 2005 à 2007, Bagheri représenta la fédération française des échecs dans le classement Elo.

## Compétitions internationales
Bagheri se qualifia pour le championnat du monde FIDE de 1999 qui se déroulait aux États-Unis à Las Vegas, mais ne put y participer à cause de problèmes de visa.
Il se qualifia à nouveau l'année suivante et put participer au championnat du monde FIDE de 2000, qui se déroulait en Inde, avec une finale à Téhéran (en Iran). Il est alors éliminé au premier tour par l'Américain Gregory Serper.
Amir Bagheri a fait partie de l'équipe iranienne participant aux olympiades échiquéennes de 1998 à Elista, de 2000 à Istanbul et de 2008 à Dresde